# Celadon

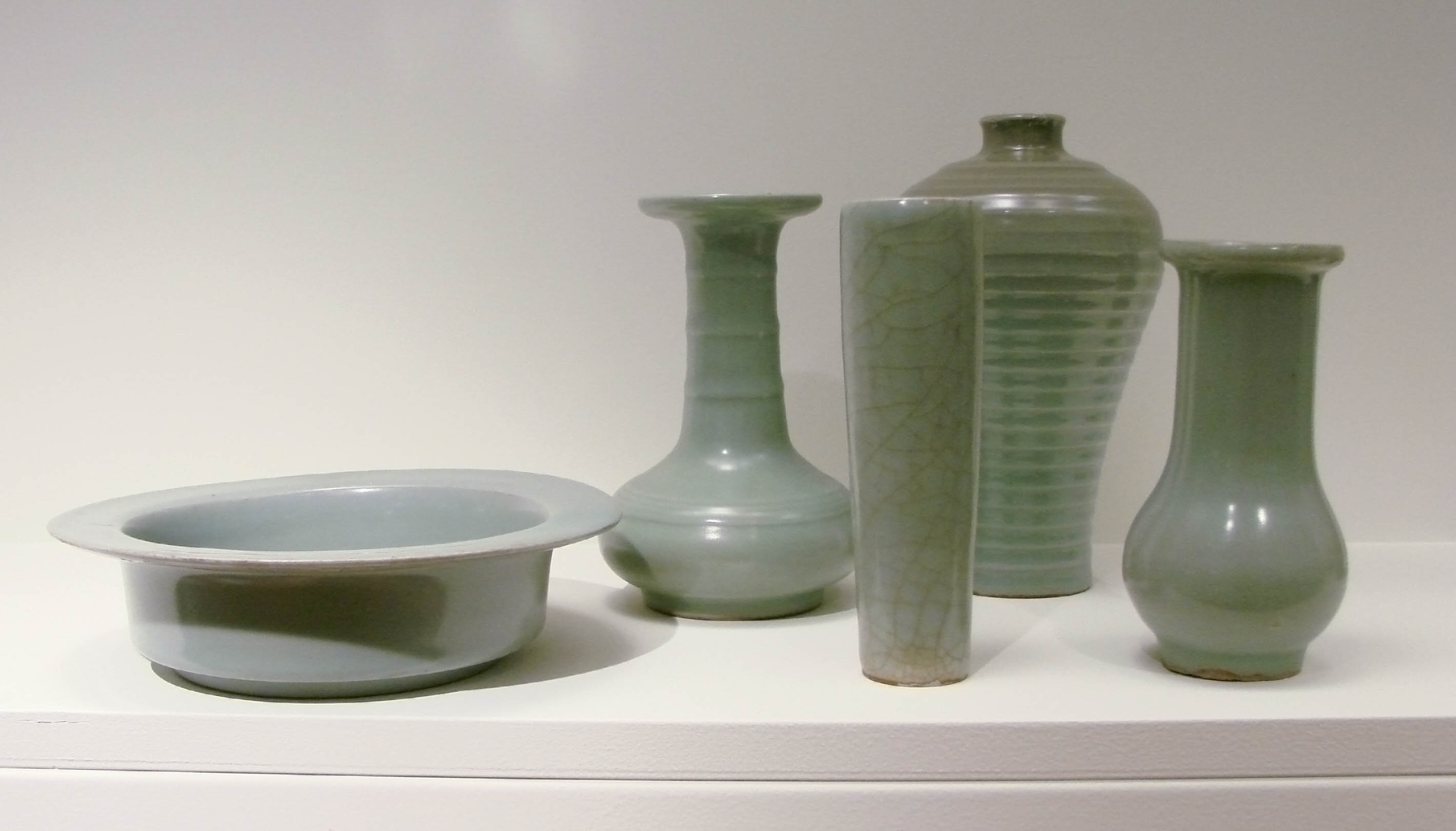
Celadon producerad i Longquan under 1200-talet, från Musée Guimets samlingar.

Celadon är en typ av stengods täckt med en blekgrön fältspatsglasyr från Kina. Celadon kan också avse denna typ av glasyr, som räknas till de klassiska orientaliska glasyrerna, det vill säga en glasyr som förekom i de antika kinesiska, koreanska och japanska kulturerna århundraden innan den kom till europeisk eller amerikansk kännedom.
Celadonglasyrer är transparenta svagt grönaktiga glasyrer, som tilltar effektfullt i färgstyrka, där de ligger tjockare. Traditionen bjuder bland annat att man lägger celadonglasyrer över en vit skärv, som i förväg (innan leran bränns första gången i så kallad skröjbränning) dekorerats med inristningar eller avtryck. Ibland används krackeleringar som en dekorativ effekt i celadonglasyrer. 
Celadonglasyrers optimala skönhet uppnås inte sällan när de ligger på porslinsskärv. Celadonen är i viss mån besläktad med den mer blåaktiga "chün-glasyren". Utöver chün och celadon finns det även andra orientaliska glasyrer som oxblod och tenmoku.

## Etymologi
Ordet celadon härrör från Honoré d'Urfés (1567-1625) herderoman L'Astrée, där den manlige huvudpersonen Céladon bär en mattgrön mantel. Ordet kan även beteckna en förälskad herde. I radioserien Mosebacke Monarki förekommer överbefälhavaren Celadon Flydde.